# Wacław Skarbek-Borowski
Wacław Antoni Skarbek-Borowski ps. „Kmicic” (ur. 13 czerwca 1907 w Minodze, zm. 8 lipca 1984 w Toronto) – współwłaściciel pałacu i majątku w Minodze, oficer kawalerii, działacz organizacji konspiracyjnej ziemian „Uprawa”.
Studiował na Wydziale Rolniczo-Leśnym Uniwersytetu Poznańskiego. Ukończył szkołę podchorążych w Centrum Wyszkolenia Kawalerii w Grudziądzu, służąc następnie w 5. Pułku Strzelców Konnych. Brał udział w zawodach jeździeckich. W 1938 r. stał się współwłaścicielem majątku ziemskiego w Minodze, który odziedziczył po śmierci ojca. W kampanii wrześniowej walczył w stopniu porucznika w szeregach swojego macierzystego pułku. Pod Biłgorajem dostał się do niewoli niemieckiej, z której uciekł. W 1940 r. wstąpił do Związku Walki Zbrojnej, przyjmując pseudonim „Kmicic”. Rok później nawiązał współpracę z organizacją konspiracyjną ziemian „Uprawa”. Był zastępcą Leona Krzeczunowicza w Okręgu Kraków. Administrację majątku powierzył Michałowi Żółtowskiemu, który również należał do „Uprawy”. W swój majątek uczynił zapleczem dla Armii Krajowej oraz miejscem schronienia dla rodzin oficerów i osób poszukiwanych przez Gestapo, a w 1944 r. także punktem pomocy dla osób wypędzonych z Warszawy i pogorzelców z wsi Barbarka, spalonej przez Niemców i Ukraińców. Po aresztowaniu gen. Stanisława Rostworowskiego wywiózł z Krakowa gen. Edwarda Godlewskiego, komendanta Okręgu Kraków AK, i jego sztab. W 1946 wyjechał wraz z rodziną do Włoch, gdzie wstąpił do 12 Pułku Ułanów Podolskich. Stamtąd przeniósł się do Anglii, a następnie do Kanady. Uczestniczył w życiu polonijnym, będąc wiceprezesem Związku Kawalerii.

## Życie prywatne
Urodził się w rodzinie ziemiańskiej, syn Józefa herbu Awdaniec i Ireny Gorskiej herbu Nałęcz ze Żmudzi. W 1933 r. poślubił Annę Gabrielę Potocką (1909-2009) herbu Pilawa, córkę Dominika i Heleny zd. Badeni. Mieli troje dzieci.